# Tabernacolo di via delle Cento Stelle
Il tabernacolo di via delle Cento Stelle è un tabernacolo storico nel quartiere di Campo di Marte a Firenze.

## Storia
Il tabernacolo era posizionato fino al 1957 sull’ultima casa di via delle cento Stelle nelle vicinanze di un ponticello che attraversava il torrente Affrico.. L’edicola  era stata edificata ai margini della via Cassia Vetus, la strada proveniente da Arezzo che entrava  nel territorio fiorentino  toccando Terenzano, Settignano e Ponte a Mensola.
La Sovrintendenza alle Galleria, dopo attenta valutazione, ha riconosciuto nel dipinto, che quasi non si vedeva più, un’opera degna di interesse artistico e ne ha deciso il distacco. È stato restaurato nel 2005 con un finanziamento della Cassa di Risparmio di Firenze e ricollocato poi in situ.

## Descrizione.
L’affresco nel tabernacolo, quasi invisibile a causa dalle intemperie e dal tempo,  riproduce la Madonna con Bambino che tiene in mano un uccellino; sono presenti San Giovanni Battista, San Paolo, San Zanobi  ed un altro santo non identificato.. 
Lo studio dell’affresco ha rivelato che si tratta di opera presumibilmente della fine del XV secolo, di un artista ignoto probabilmente vicino alla bottega di Lorenzo di Bicci, con somiglianze anche con il vicino Madonnone  con il quale si legavano le poche parti rimaste dell’affresco.  ***questa frase non è chiara***
A causa della decorazione del cielo stellato, prese il nome di  “Il tabernacolo delle Cento Stelle” e da esso prese il nome a sua volta la via.  Alcuni storici dell’arte hanno avanzato l’ipotesi che il dipinto sia opera di Stefano d’Antonio di Vanni al quale sarebbe stato commissionato dalla famiglia “Delle Stelle” proprietaria di vasti terreni  nella zona, famiglia poi estintasi.

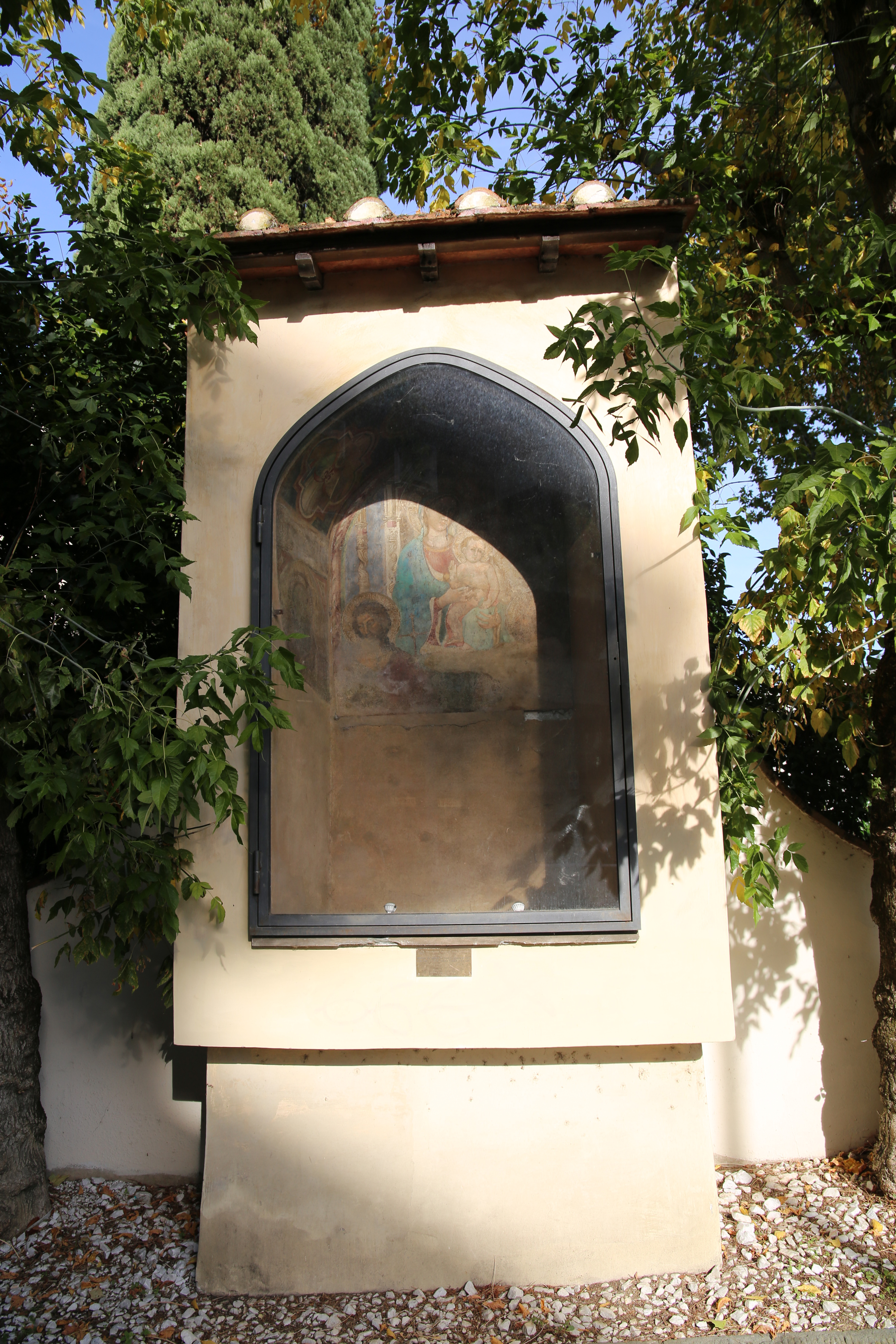
Il tabernacolo
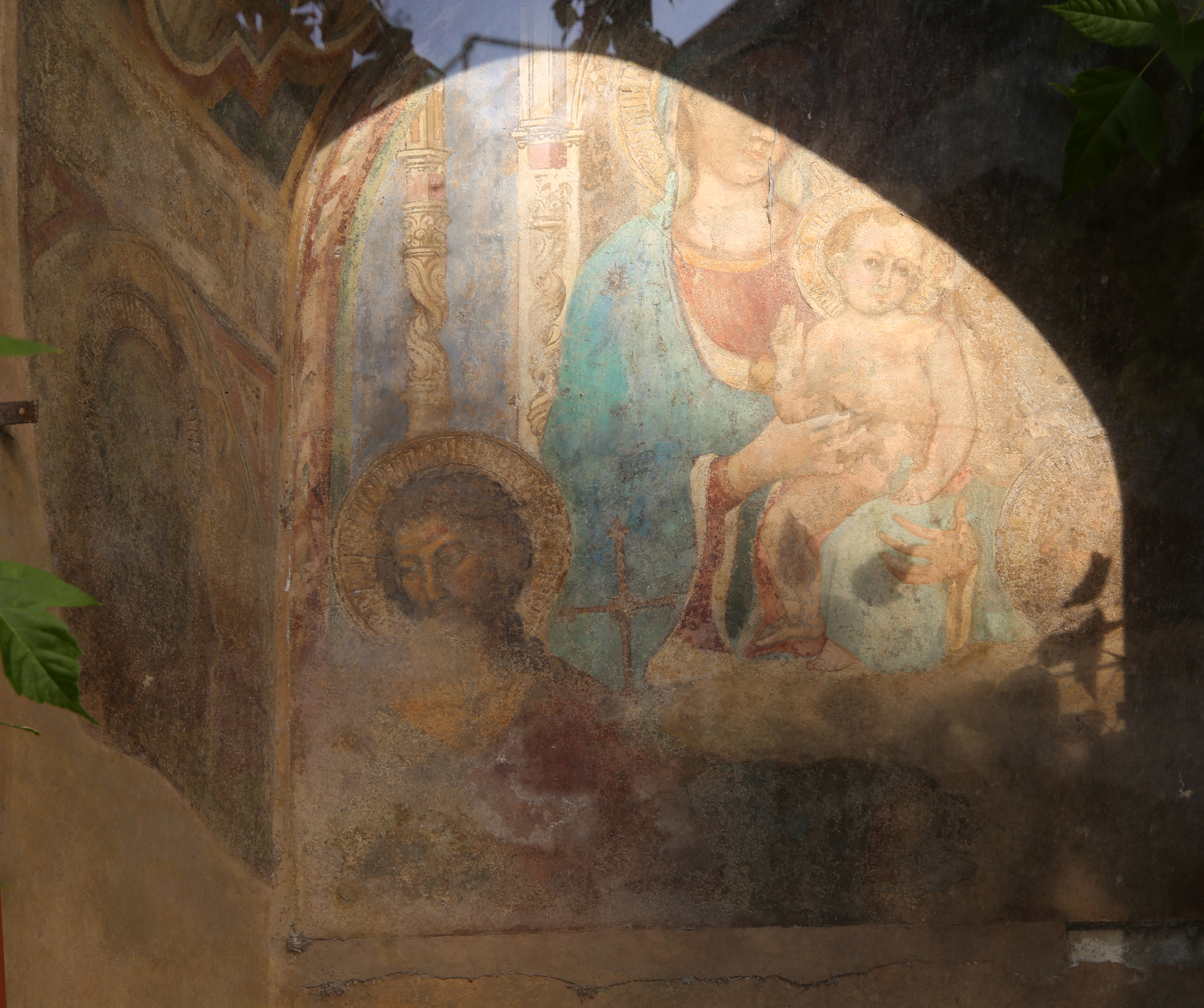
Dettaglio dell'affresco centrale
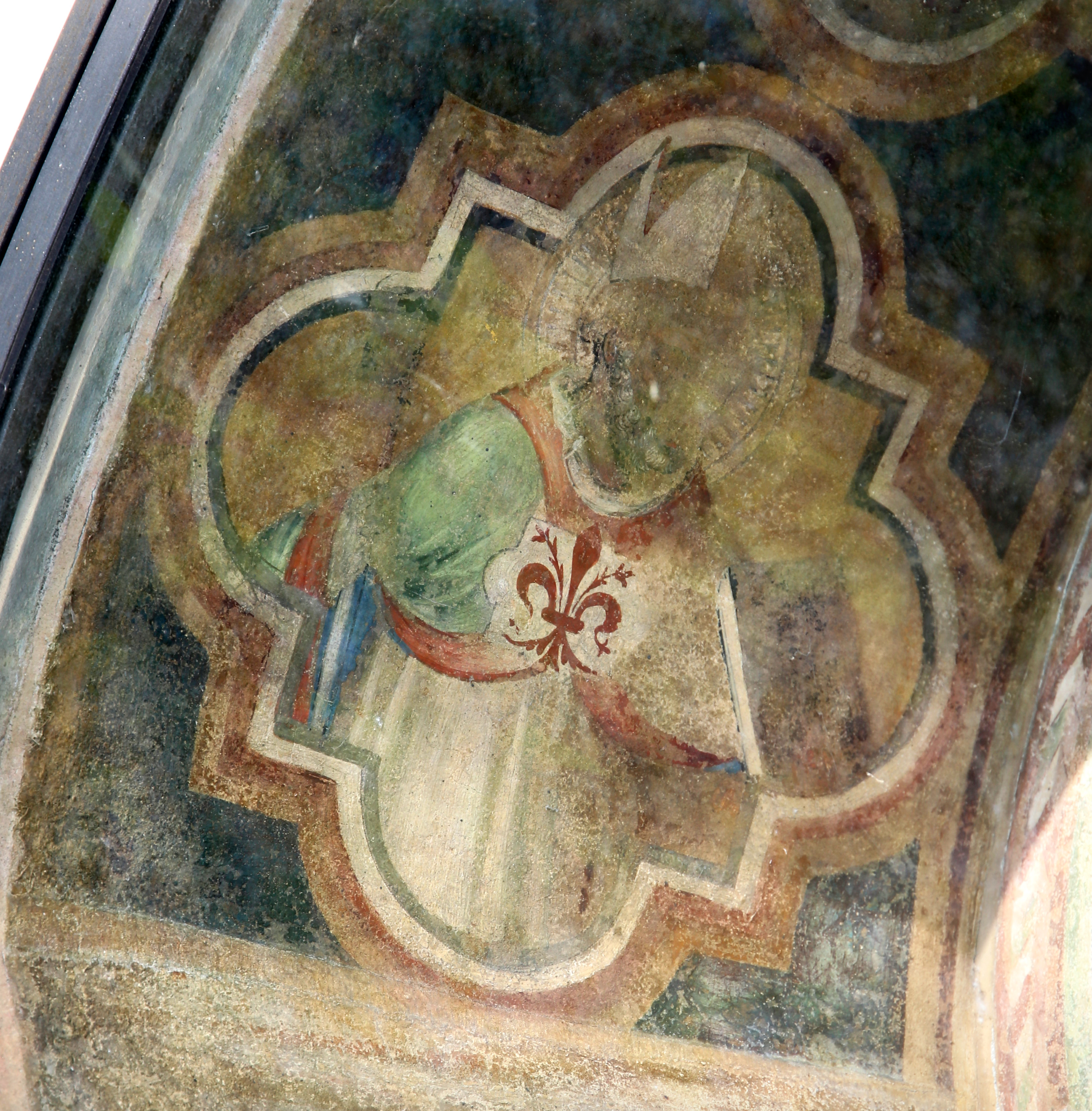
San Zanobi
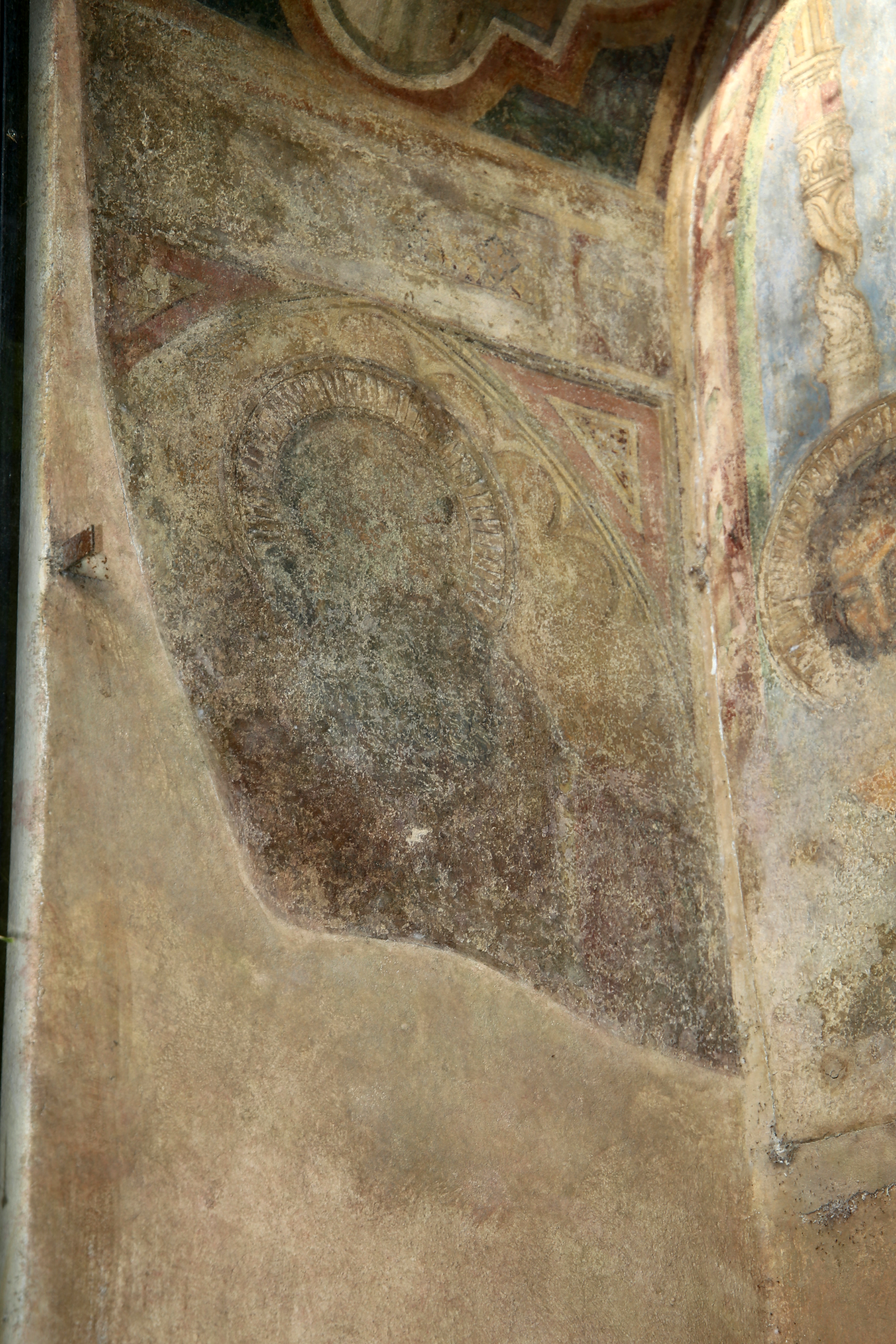
Altro santo